# 기독교광주방송
기독교광주방송(상호명 : 광주씨비에스, 약칭 : 광주CBS, 영어: Gwangju Christian Broadcasting System)은 개신교계 방송 중 하나로서, 대한민국 광주·전남 지역의 민영 방송이다. 단, 음악FM 방송은 전남 동부권 지역은 여수시, 순천시, 광양시, 고흥군 지역에서 제외하고 표준FM만 들을 수 있다.
지상파 라디오 방송국을 가지고 있으며, 씨비에스 기업집단의 주력 업체로 CBSi, 노컷뉴스 등 다수의 계열사를 아래에 두고 있다.

## 역사

### 1960년대
- 1961년 6월 16일 설립허가 획득
- 1961년 8월 1일 광주시 백운동 511번지에 창립(HLCL 1,000㎑, 250W)
- 1962년 3월 12일 제1대 국장 곽인송 취임(62. 03. 12 ~ 62. 12. 09)
- 1962년 12월 10일 제2대 국장 이병연 취임(62. 12. 10 ~ 63. 05. 30)
- 1963년 6월 1일 제3대 국장 김봉배 취임(63. 06. 01 ~ 67. 12. 18)
- 1963년 12월 10일 출력 1㎾로 증강(RCA BTA-1A)
- 1967년 12월 19일 제 4대 국장 서주봉 취임(67. 12. 19 ~ 71. 06. 05)
- 1968년 10월 1일 연주소 이전(광주시 동구 금남로 1가 YMCA3층)
- 1969년 3월 1일 송신소 신설(광주시 북구 삼각동 642번지/철탑 120M,탑 로딩형)

### 1970년대
- 1970년 6월 1일 연주소 이전(광주시 동구 금남로 4가 한일빌딩 4층)
- 1970년 7월 20일 서울-광주간 M/W 개통(중앙국 PGM 동시 중계방송)
- 1971년 4월 10일 출력 10㎾로 증강, 주파수 1,010㎑로 변경
- 1971년 6월 5일 제5대 국장 최용한 취임(71. 06. 05 ~ 73. 11. 30)
- 1973년 12월 1일 제6대 국장 남태우 취임(73. 12. 01 ~ 75. 11. 27)
- 1974년 4월 서독 교계원조로 연주소시설 전면교체 및 송신소 시설 일부 보강
- 1975년 11월 1일 주파수 변경(1,000㎑)
- 1975년 11월 27일 제7대 국장 안상현 취임(75. 12. 01 ~ 80. 03. 31)
- 1976년 4월 1일 연주소 이전(광주시 금남로 3가 카톨릭 센타 7층)
- 1978년 11월 23일 주파수 변경(999㎑)

### 1980년대
- 1980년 4월 1일 제8대 국장 홍영표 취임(80. 04. 01 ~ 82. 08. 31)
- 1980년 4월 24일 법정측정 계기류 구입배치
- 1980년 5월 18일 5ㆍ18 광주민주항쟁 기간 동안 방송 중단
- 1980년 11월 25일 언론통폐합(기독교방송 뉴스 강제 중단)
- 1980년 11월 30일 언론통폐합(기독교방송 광고 강제 중단)
- 1980년 12월 1일 통폐합조치로 직원 17명 KBS로 이적
- 1982년 12월 1일 제9대 국장 한상용 취임(82. 11. 01 ~ 83. 10. 30)
- 1983년 11월 1일 제10대 국장 윤용상 취임(83. 11. 01 ~ 89. 04. 30)
- 1984년 12월 3일 연주소 이전(광주시 북구 유동 107-5 YWCA 7층)
- 1987년 10월 10일 뉴스보도 기능 부활, 협찬광고 허용
- 1987년 10월 19일 뉴스 방송 시작
- 1988년 1월 1일 상업방송 전면 허용
- 1988년 4월 28일 예비송신기 변경(1㎾→10㎾ 한진 BA-10KB)
- 1988년 11월 17일 연주소 장비 교체(PHILIPS--STUDER)및 이동국(중계차) 설비
- 1988년 6월 1일 제11대 국장 한영준 취임(89. 05. 01 ~ 92. 04. 30

### 1990년대
- 1991년 8월 9일 송신소 이설(광주시 광산구 신룡동 산 52-1,2)
- 1992년 5월 1일 제12대 본부장 이정일 취임(92. 05. 01 ~ 94. 04. 15)
- 1992년 11월 3일 연주소 사옥 기공(서구 금호개발지구)
- 1994년 4월 15일 연주소 준공(광주시 서구 금호동 721-2, 5층, 연건평 920평)
- 1994년 4월 16일 제13대 본부장 윤용상 취임(94. 04. 16 ~ 95. 02. 05)
- 1995년 2월 6일 제14대 본부장 조춘택 취임(95. 02. 06 ~ 96. 12. 31)
- 1995년 12월 27일 고체송신기로 교체 및 원격조정 설비함
- 1996년 11월 16일 신룡송신소 무인화로 엔지니어 완전 철수
- 1997년 1월 1일 제15대 본부장 김재익 취임(97. 01. 01 ~ 98. 01. 31)
- 1998년 2월 1일 제16대 본부장 노병유 취임(98. 02. 01 ~ 2001. 11. 22)
- 1998년 7월 7일 문화관광부에서 정보통신부에 표준 FM 개설 허가 추천
- 1999년 3월 12일 표준FM 방송국 허가 (정보통신부) 주파수 103.1㎒, 5㎾
- 1999년 5월 4일 표준FM 방송 개국

### 2000년대
- 2000년 11월 16일 전남 동부권 표준FM방송 개국(주파수 102.1㎒ 1㎾)
- 2001년 11월 23일 제17대 본부장 김종락 취임(2001. 11. 23 ~ 2003. 04. 13)
- 2002년 3월 7일 CBS 위성TV방송 개국(채널 704)
- 2003년 2월 16일 CBS 위성TV채널 변경(채널 162)
- 2003년 4월 14일 제18대 본부장 노병유 취임(2003. 04. 14 ~ 2004. 08. 31) ※ 2004. 03. 01 ~ 06. 17 : 전북방송본부장겸직
- 2004년 9월 1일 제19대 본부장 이길형 취임(2004. 09. 01 ~ 2006. 02. 28)
- 2006년 3월 1일 제20대 본부장 박용수 취임(2006. 03. 01 ～ 2008. 02. 17)
- 2006년 7월 1일 CBS TV 로컬방송 개시
- 2008년 2월 18일 제21대 본부장 박준일 취임(2008. 02. 18 ～ 2010. 12. 16)

### 2010년대
- 2010년 1월 29일 목포 서부지사 개소
- 2010년 12월 주조정실 디지털 믹서로 교체
- 2010년 12월 17일 제22대 본부장 김진오 취임(2010. 12. 17 ~ 2011. 3. 23)
- 2011년 3월 11일 광주CBS 창립50주년 비전선포식
- 2011년 3월 24일 제 23대 본부장 박옥배 취임(2010. 03. 24 ~ 2012. 12. 20)
- 2012년 8월 28일 AM 주 안테나 태풍 볼라벤으로 인한 붕괴
- 2012년 12월 6일 AM 주 안테나 변경 신고(90m) 및 역 L형 예비안테나 설립
- 2012년 12월 20일 제 24대 본부장 손호상 취임(2012. 12. 20 ~ 2014. 12. 17)
- 2013년 6월 5일 미디어 선교협의회 창립
- 2014년 12월 18일 제 25대 김갑수 본부장 취임 (2014.12.18~2015.12.31)
- 2015년 12월 - 연주소 방송송출제작 시스템 nCROSS로 전환 - 광주 목포지역 TV 디지털 방송 시작
- 2016년 1월 1일 제 26대 김진오 본부장 취임
- 2019년 1월 9일 광주CBS 음악FM (98.1㎒) 개국
- 2019년 6월 26일 제 27대 최문희 본부장 취임
- 2019년 12월 31일 2019년도 CBS 지역방송본부 경영 평가 1위 수상

### 2020년대
- 2020년 12월 31일 2020년도 CBS 지역방송본부 경영 평가 1위 수상
- 2021년 6월 18일 제28대 정용선 본부장 취임
- 2022년 11월 8일 ~ 2023년 5월 7일 광주CBS 신룡송신소 AM 999kHz 운용휴지
- 2023년 5월 8일 AM 999kHz 신룡송신소 AM방송 송출 중단
- 2023년 9월 26일 제29대 김삼헌 본부장 취임
- 2024년 3월 26일 제30대 권신오 본부장 취임
- 2025년 6월 9일 제31대 조기선 본부장 취임

## 방송 송출 시설망
| 광주CBS 라디오 (제1FM) | 광주CBS 라디오 (제1FM) | 광주CBS 라디오 (제1FM) | 광주CBS 라디오 (제1FM) | 광주CBS 라디오 (제1FM)                | 광주CBS 라디오 (제1FM) |
| 송신소                 | 주파수                 | 출력                   | 호출부호               | 송신소 위치                           | 방송구역 |
| ---------------------- | ---------------------- | ---------------------- | ---------------------- | ------------------------------------- | --- |
| 무등산 송신소          | FM 103.1㎒             | 5㎾                    | HLCL-SFM               | 광주 북구 금곡동 산1-1 (kbc 광주방송) | 광주광역시 전지역 목포시 일부, 해남군 일부, 구례군 일부, 보성군 일부 나주시 일부, 담양군 일부, 곡성군 일부, 화순군 일부, 장흥군 일부, 강진군 일부, 영암군 일부, 무안군 일부, 함평군 일부, 영광군 일부, 장성군 일부, 완도군 일부, 진도군 일부, 신안군 일부, 전북 전주시 일원, 익산시 일부, 군산시 일부, 김제시 일부, 남원시 일부, 정읍시 일부, 순창군 일부, 고창군 일부, 무주군 일부, 부안군 일부, 완주군 일부, 임실군 일부, 장수군 일부, 진안군 일부 |
| 광주CBS 음악FM (제2FM) |                        |                        |                        |                                       | |
| 송신소                 | 주파수                 | 출력                   | 호출부호               | 송신소 위치                           | 방송구역 |
| 무등산 송신소          | FM 98.1㎒              | 1㎾                    | HLEM-FM                | 광주 북구 금곡동 산1-1 (kbc 광주방송) | 광주광역시 전지역 목포시 일부, 해남군 일부, 구례군 일부, 보성군 일부 나주시 일부, 담양군 일부, 곡성군 일부, 화순군 일부, 장흥군 일부, 강진군 일부, 영암군 일부, 무안군 일부, 함평군 일부, 영광군 일부, 장성군 일부, 완도군 일부, 진도군 일부, 신안군 일부 |

### 라디오 시보 멘트
- 1FM 103.1MHz 광주CBS 라디오입니다. HLCL
- 2FM 98.1MHz 광주CBS 음악FM입니다. HLEM-FM

## 같이 보기
- KBS광주방송총국
- KBS목포방송국
- 광주MBC
- 목포MBC
- kbc
- 광주극동방송
- 목포극동방송
- 글로벌광주방송
- cpbc 광주가톨릭평화방송
- BBS 광주불교방송
- WBS 광주원음방송
- 광주국악방송
- 국방FM
- TBN 광주교통방송